# Ectropis lungtania
Ectropis lungtania är en fjärilsart som beskrevs av Eugen Wehrli 1943. Ectropis lungtania ingår i släktet Ectropis och familjen mätare. Inga underarter finns listade i Catalogue of Life.